# تاریخ بنگلادش

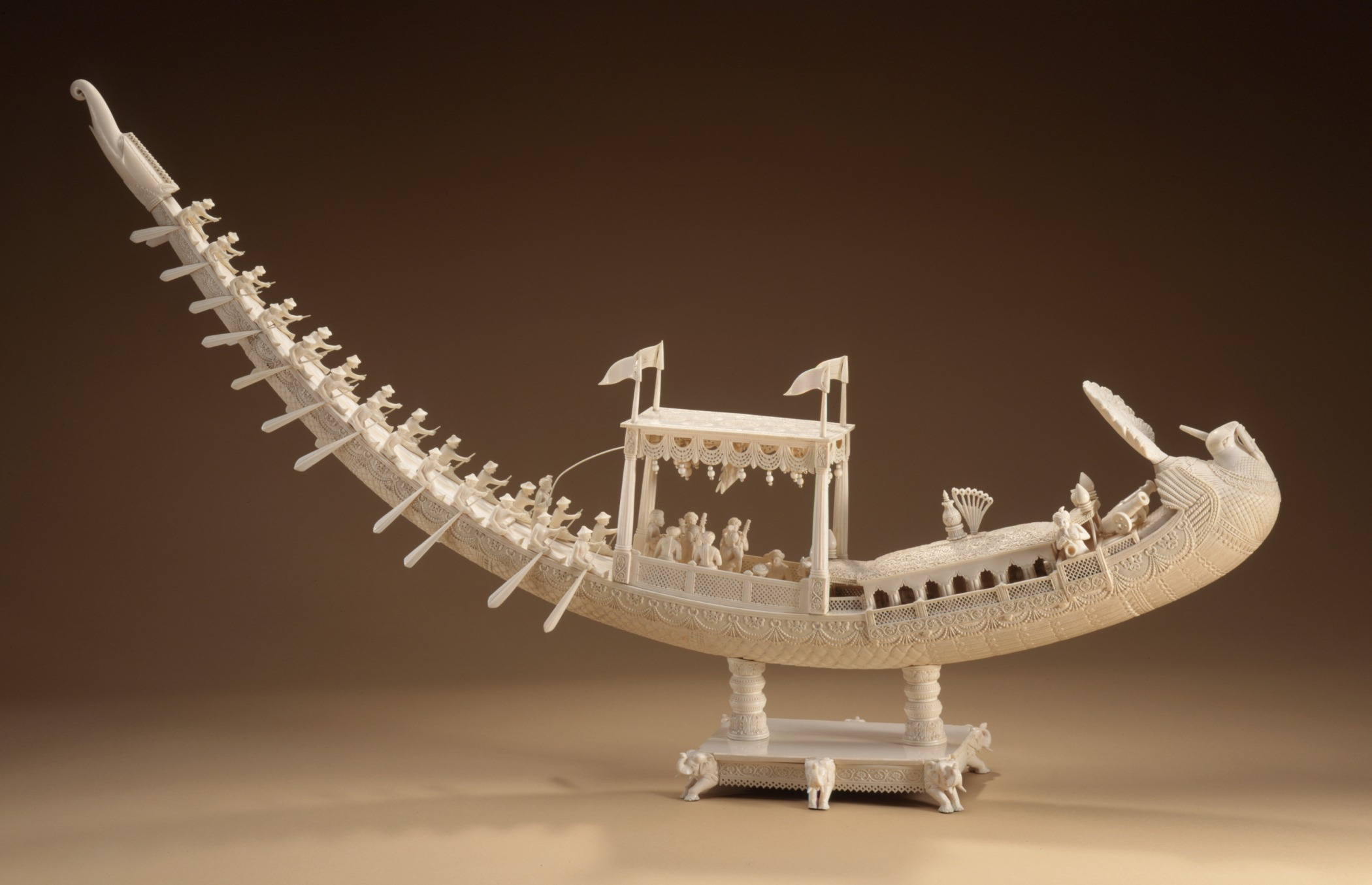
قایق سلطنتی

بنگلادش مدرن در سال ۱۹۷۱ پس از جدا شدن و دستیابی به استقلال از پاکستان در جنگ آزادی‌بخش بنگلادش به عنوان یک کشور مستقل شناخته شد. مرزهای این کشور با بخش عمده ای از منطقه باستانی و تاریخی بنگال در قسمت شرقی شبه قاره هند، جایی که قدمت تمدن در آنجا به بیش از چهار هزاره پیش می‌رود، مربوط به دوران مس‌سنگی است. تاریخچه این منطقه از نزدیک با تاریخ بنگال و تاریخ گسترده‌تر شبه قاره هند در هم تنیده‌است.
مرزهای قدیمی بنگلادش در جنوب آسیا ناشناخته است. در کتابهای جغرافیا به اجتماعی از مردم که بنگا نامیده می‌شدند اشاره شده‌است. مهابهاراتا چندین درگیری را در این اجتماع ذکر می‌کند. مارکوپولو نیز در خاطرات خود به نام بنگلا اشاره می‌کند. تاریخ‌نگاران دیگری هم با نام‌های گوناگون به این منطقه جغرافیایی اشاره کرده‌اند ولی برای نخستین بار نام بنگال در دوران سلطنت اکبرشاه استفاده شد؛ هنگامی که استان شرقی موخالز به عنوان سوبا - بنگلا شناخته شد. در روزگار چیرگی بریتانیا بر هند بین سال‌های ۱۸۵۴–۱۸۷۴ بنگال شامل این قسمت‌ها بود: ۱-بنگال خاص؛ ۲- ایالت بیهار در هند کنونی و مناطق اریسا و چوتانگپور در غرب؛ ۳- قسمتی از دره سورما در شمال شرقی.

## ریشه‌شناسی
پادشاهی وانگا (همچنین به عنوان بانگا نیز شناخته می‌شود) در قسمت شرقی شبه قاره هند واقع شده بود و شامل بخشی از بنگال غربی، هند و بنگلادش امروزی است. وانگا و پوندرا در زمان باستان دو قبیله مسلط در بنگلادش بودند.

## دوره باستان

### بنگال پیش از تاریخ

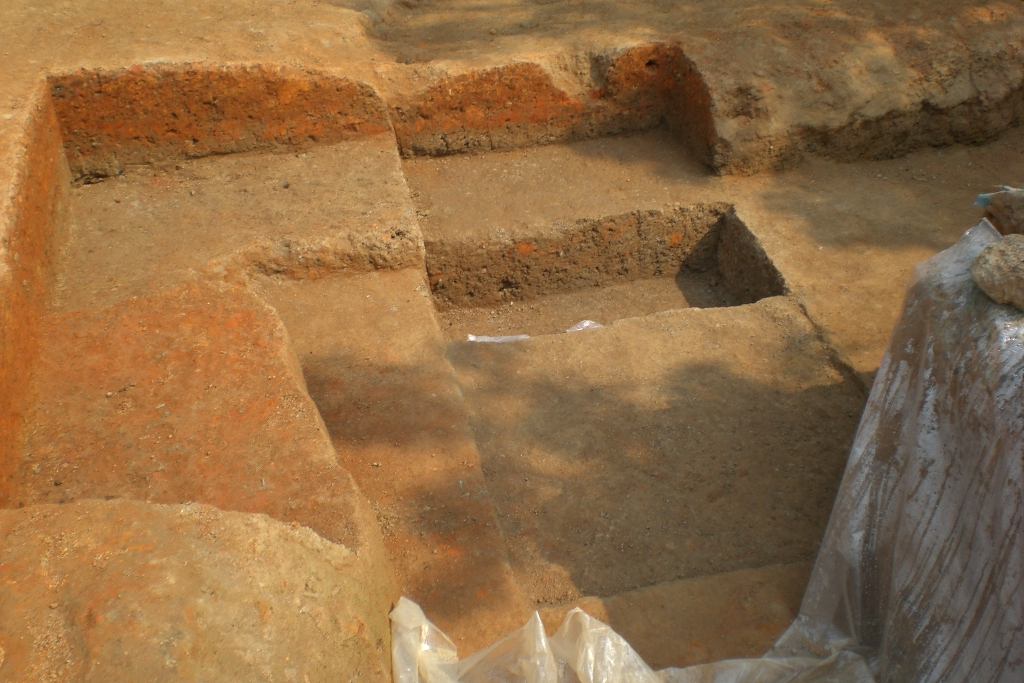
خرابه‌های Wari-Bateshwar در نارسینگدی اعتقاد بر این است که مربوط به دوران مس‌سنگی است. دوران فرهنگ پر رونق در بنگال باستان

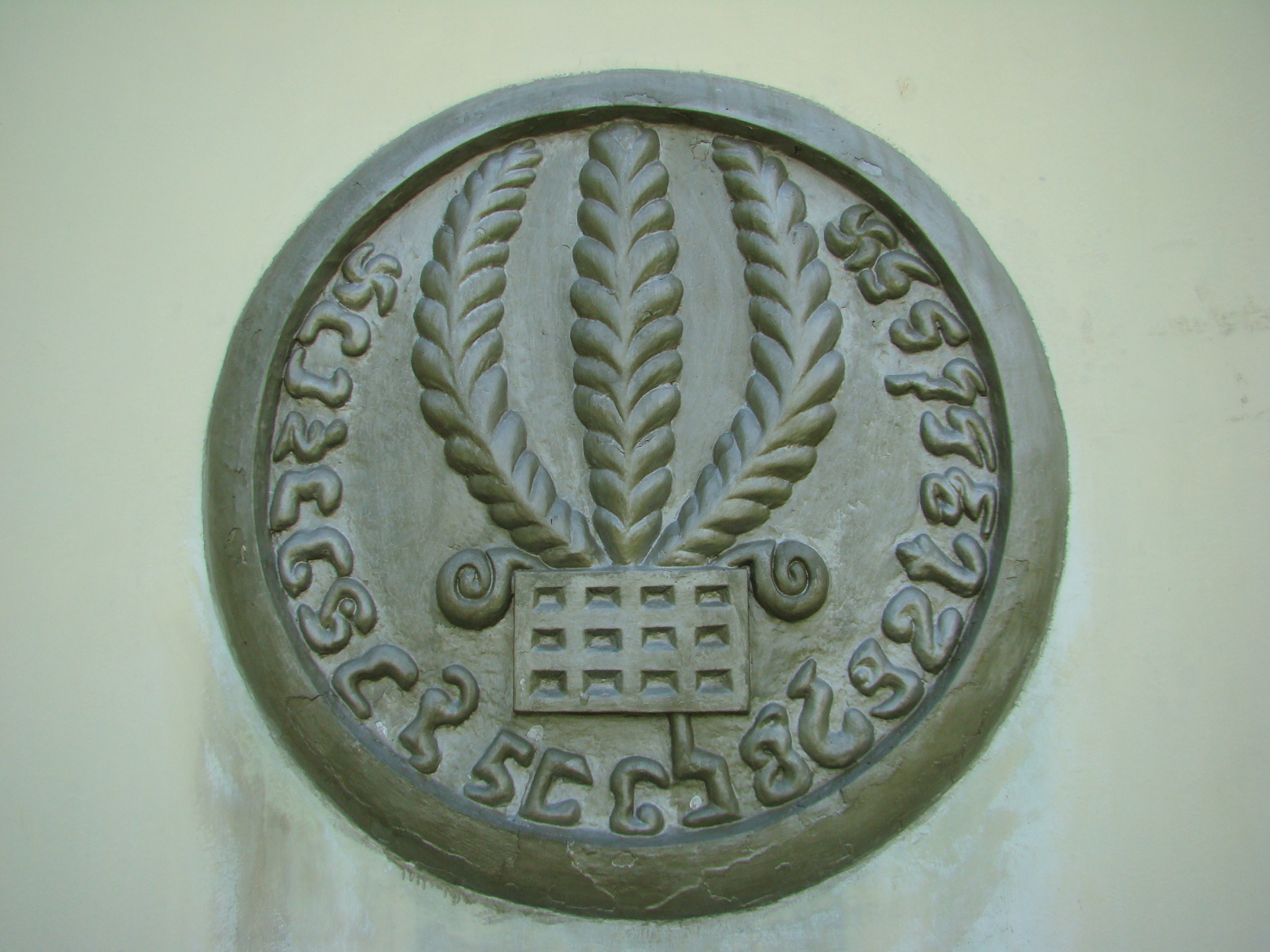
کتیبه ای باستانی از سایت مهاستنگانگار

تاریخ آکسفورد هند به‌طور قاطع ادعا می‌کند که هیچ اطلاعات قطعی در مورد بنگال قبل از سده سوم پیش از میلاد وجود ندارد. اعتقاد بر این است که حرکات هندو-آریایی‌ها، دروییدی‌ها و مغولها از جمله قومی به نام وانگا به بنگال وجود داشته‌است.

### امپراتوری موریا
سلسله‌ای مقتدر در هند باستان که بین سال‌های ۳۲۱ تا ۱۸۵ پیش از میلاد فرمانروایی می‌کردند. سلسله موریای یا ماوریای هند بعد از سقوط امپراتوری هخامنشی بدست اسکندر یونانی در هند روی کار آمد. موریاها پس از سلسله ماگادها به قدرت رسیدند و در اوج قدرت بر تمامی شبه‌قارهٔ هند و بخش‌هایی از افغانستان و پاکستان ایران کنونی سلطه داشتند. بزرگترین شاه سلسله موریای هند آشوکا نوه چاندارگوپتا نام داشت. وی سراسر هند و افغانستان را به تصرف خود درآورد و در ترویج کیش بودا تلاش فراوان کرد او از بزرگترین فرمانروایان تاریخ هند است. پایتخت شاهنشاهی موریا شهر پاتالی پوترا بود. چندراگوپتا موریا بنیان‌گذار این سلسله بود و مقتدرترین فرمانروای آن آشوکا شاه به بوداگرایی گروید. دین بودا در عهد این پادشاه مقتدر از حدود شبه‌قارهٔ هند تجاوز و توسط مبلغین از شمال غربی تا کشمیر و قندهار و کابل نفوذ کرد و متدرجاً به سواحل رود جیحون رسید.
این امپراتوری در اساس از پادشاهی ماگادها در جلگه‌های هند و گنگ (ایالت کنونی بیهار، شرق اوتار پرادش و بنگال) پدید آمده بود که در شرق شبه قاره هند واقع بود. مرکز این امپراتوری، شهر کهن پاتالی پوترا بود که امروزه شهر پانتا نامیده می‌شود. این امپراتوری در ۳۲۲ سال پیش از میلاد مسیح توسط چاندراگوپتا مائوریا تأسیس شد. وی با سرنگون کردن سلسله ناندا به سرعت قدرت خود را به سوی غرب گسترش داد و با بیرون کردن نیروهای یونانی و ایرانی از خاک هند، دولت مستقل و مقتدر و فراگیری پدیدآورد. در ۳۲۰ پیش از میلاد این امپراتوری سراسر نیمه شمالی هند را در اختیار داشت و ساتراپهایی را که قبلاً در اختیار سربازان اسکندر بود به تصرف درآورد.

## اوایل قرون وسطی

### امپراتوری گوپتا
یک سلسلهٔ هندی بود که در قرن چهارم میلادی در بیهار هند تشکیل شد و در قرن پنجم میلادی به دست هون‌ها از بین رفت. گپتائی‌ها دارای دو پایتخت بودند یکی در شمال هند به نام پاتلی‌پترا و دومی در هند مرکزی به نام اجین.
گوپتاها (گپتاها هم نوشته‌اند) بین سال‌های ۳۲۰ تا ۵۵۰ بعد از میلاد حکومت می‌کردند. این دودمان بر اکثر خاک شبه قاره هند حکمرانی می‌کردند. بنیان‌گذار این سلسله ماهاراجا سری گوپتا بود. شمال هند در سده‌های ۴ تا ۶ میلادی زیر فرمانروایی امپراتوری گوپتا بود. آثار هنری این دوره بر هنر مناطق مجاور مثل جنوب شرقی آسیا، نپال، و آسیای مرکزی اثرگذار بوده‌است.

### امپراتوری پالا

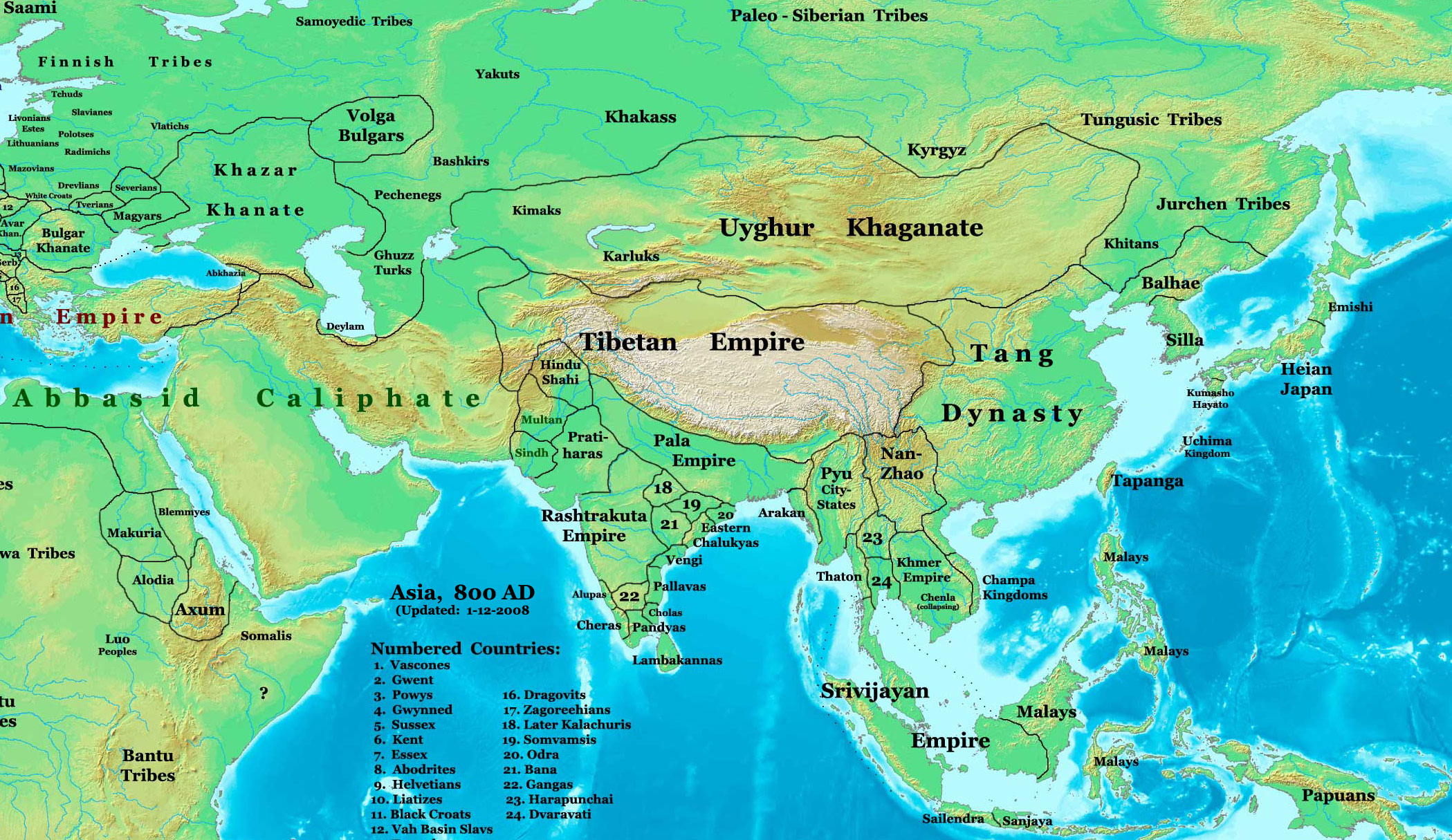
امپراتوری پالا و پادشاهی‌های همجوار آن.

امپراتوری نیرومندی در هند از ۷۵۰ تا ۱۱۷۴ میلادی بود. دودمانی بودایی از ناحیه بنگال در شرق شبه‌قاره هند بر این امپراتوری فرمان می‌راند؛ به همین دلیل، تمامی شاهان این امپراتوری پسوند پالا (পাল) را - که مخصوص زبان بنگالی بوده و به معنای نگهبان می‌باشد - در پایان اسامی خود استفاده می‌کردند. پالاها (فرمانروایان امپراتوری پالا) از سوی دشمنان خود به اربابان گودا مشهور بودند. پالاها همگی پیروان مکاتب بودایی مهایانه و وجره‌یانه بودند. گوپالا نخستین شاه این سلسله بود که در سال ۷۵۰ میلادی با انتخابات دموکراتیک به قدرت رسید. این انتخابات به عنوان اولین انتخابات دموکراتیک در آسیای جنوبی پس از دوره مهاجاناپاداها شناخته می‌شود. گوپالا از ۷۵۰ تا ۷۷۰ میلادی حکومت کرد و موقعیت خود را - با گسترش قلمروش در سراسر بنگال - مستحکم نمود. عمر این دودمان بودایی تا چهار قرن بعد به طول انجامید و دوره‌ای ثبات داخلی و شکوفایی را در بنگال به ارمغان آورد. آنان معابد بسیاری بنا کردند و خلق آثار هنری در هند را به مرحله بالایی از زیبایی و شکوه رساندند.
این امپراتوری در دوران حکومت دارماپالا و دواپالا به اوج قدرت خود رسید. دارماپالا قلمرو امپراتوری را به داخل شمال شبه‌قاره هند گسترش بخشید. دواپالا، جانشین دارماپالا، قلمرو و حیطه قدرت خود را به بخش بزرگی از آسیای جنوبی گستراند. وسعت امپراتوری او از شرق به آسام، از شمال غربی به کمبوجه (افغانستان امروزی) و دکن در جنوب رسید.

## قرون وسطایی - ظهور اسلام

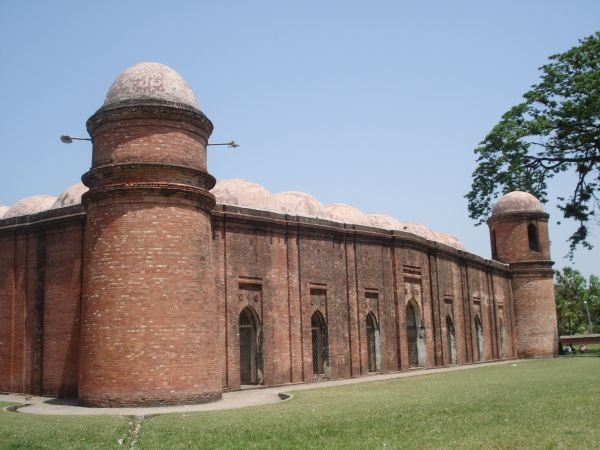
مساجد شهر باگرهات از آثار ثبت شده در میراث جهانی یونسکو، ساخته شده به زمان نصرالدین محمودشاه از خاندان الیاس‌شاهیان بنگال.

### تغلق‌شاهیان
سلسله‌ای مسلمان از سلاطین دهلی بودند که میان سال‌های ۷۲۰ تا ۸۱۵ هجری قمری نزدیک به یک صده بر بخش بزرگی از شبه‌قاره هند حکم راندند. تغلق به معنای سردار از واژه ترکی قتلغ برگرفته شده‌است که در هندی به این شکل درآمده‌است. بنیان‌گذار این سلسله فردی از قبایل ترک نواحی مرزی آسیای مرکزی و شبه‌قاره هند به نام غیاث‌الدین تغلق بود.
سلطه تغلق‌شاهیان بر دکن و بنگال از دست رفت و حسن گانگو با عنوان بهمن‌شاه بهمن‌شاهیان دکن و شمس‌الدین الیاس‌شاه، الیاس‌شاهیان بنگال را بنیان نهادند.

### الیاس‌شاهیان
سلسله‌ای مسلمان از سیستان بودند که در سده‌های ۸ و ۹ هجری حکومتی مستقل را در بنگال تشکیل دادند. این حکومت نخستین حکومت مسلمان است که بر سراسر بنگال حکم راند. برآمدن الیاس شاهیان سیستانی پایانی بود به دو سده و نیم درگیری دائمی میان حکمرانان محلی و برقراری آرامش و صلح در این سامان. در این دوره هنر و علم رونق گرفت و بازرگانی رواج یافت، همچنین ارتباط سیاسی و فرهنگی با دیگر کشورها سبب آمیختگی فرهنگ بومی بنگال با آنان گردید. ایشان به آبادانی نیز توجه داشته‌اند و آثار بسیاری از این دوره به جای مانده که آمیزه‌ای از معماری بنگالی، معماری ایرانی است. در دوره الیاس‌شاهیان علاوه بر زبان فارسی که در بنگال زبان حکومتی بود، به زبان بنگالی نیز بها داده شد، در همین دوره بود که سبک ریخته در ادبیات بنگالی توسط نور قطب عالم، صوفی چشتی پدید آمد، چنانچه مصرعی به فارسی و مصرعی دیگر به بنگالی می‌سرودند. الیاس‌شاهیان با جمعیت هندوی بنگال روابط خوبی داشتند و در دوره ایشان هندوها به مناصب بالای درباری رسیدند.

## دوران استعمار

### رنسانس بنگالی

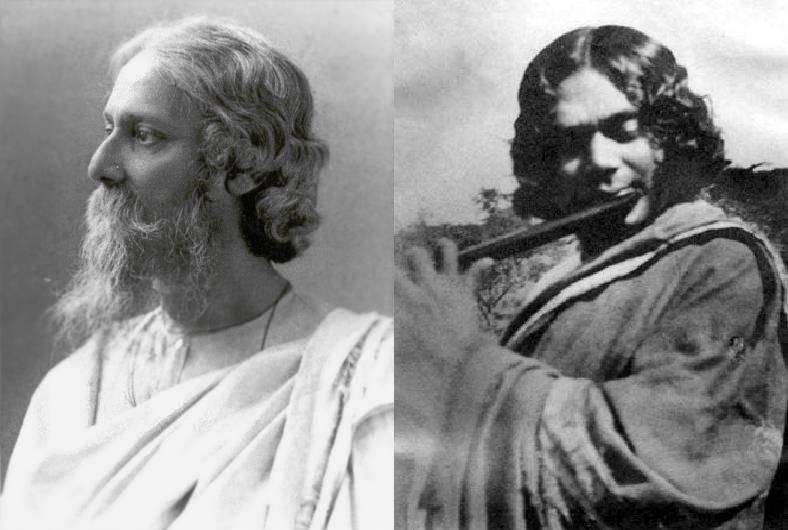
رابیندرانات تاگور اولین برنده جایزه نوبل آسیا است و آهنگساز جانا Gana مانا سرود ملی هند و همچنین عمار Shonar سرود ملی بنگلادش و قاضی نظرالاسلام نیز شاعر ملی بنگلادش شناخته می‌شود.

یک جنبش فرهنگی، اجتماعی، فکری و هنری در منطقه بنگال در بخش شرقی شبه قاره هند در دوره امپراتوری هند، از قرن نوزدهم تا اوایل قرن بیستم تحت سلطه هندوها بنگالی بود. می‌توان گفت که رنسانس بنگال با رجار رام موان روی (۱۸۷۵–۱۷۷۵) آغاز شده و با رابیندرانات تاگور (۱۹۴۱–۱۸۶۱) به پایان رسید، گرچه بسیاری از متفکران مانند ساتیاجیت رای (۱۹۲۱–۱۹۹۲) میراث فکری و خلاق منحصر به فردی داشته‌اند. بنگال قرن نوزدهم ترکیبی منحصر به فرد از اصلاح طلبان، محققان، بزرگان ادبیات، روزنامه نگاران، هواداران و دانشمندان میهنی بود که همگی به شکل تصویری از رنسانس شکل می‌گرفتند و گذار از «قرون وسطی» به «دوران مدرن» را ممکن ساختند.

### قحطی بنگال

تصویری از قحطی بنگال ۱۹۴۳

در قحطی ۱۹۴۳ بنگال استان بنگال راج بریتانیا (بنگال غربی، ادیشا، بیهار و بنگلادش امروزی) در جریان جنگ جهانی دوم حدود ۳ میلیون نفر (بین ۱/۵ تا ۴ میلیون) از ۶۰ میلیون جمعیت بنگال بر اثر قحطی مردند. مرگ‌ها ناشی از گرسنگی، سوءتغذیه و بیماری بوده‌است. نیمی از قربانیان پس از در دسترس قرار گرفتن غذا در دسامبر ۱۹۴۳ بر اثر بیماری مردند. عقیده کلی اینست که علت قحطی، کاهش شدید تولید مواد غذایی و صادرات غلات به خارج است. گرچه برخی منابع این مطلب را رد می‌کنند. همانند قحطی‌های قبلی مشاغلی مانند هنرمندان یا مشاغل میان رده مانند نجار بیشترین آسیب را در قحطی دیدند، زیرا مردم تمام دارایی شان را خرج سیر شدن خود می‌کردند. قحطی همچنین خرابی اقتصادی و اجتماعی گسترده شد و میلیون‌ها نفر به فلاکت افتادند.

### نسل‌کشی بنگالی‌ها

کشته‌شدگان کشتار رایربازار، اندکی پس از آغاز جنگ

نسل‌کشی بنگالی‌ها اشاره به کشتار مردم بنگالی ساکن پاکستان شرقی (بنگلادش امروزی) توسط نیروهای مسلح پاکستان غربی (پاکستان امروزی) و نیروهای جماعت اسلامی، یک گروه شبه‌نظامی اسلام‌گرای بنگلادشی، دارد که منجر به مرگ ۳۰۰ هزار تا ۳ میلیون نفر شد. همچنین به ۲۰۰ هزار تا ۴۰۰ هزار زن بنگالی نیز تجاوز شد؛ دلیل عمده آن این بود که علمای اسلامی گروه جماعت اسلامی، زنان بنگلادشی را «دارایی عمومی» اعلام کردند.
در جریان این نسل‌کشی حدود ۸ تا ۱۰ میلیون نفر که بیشتر آن‌ها هندو بودند به کشور هند پناهنده شدند.

## جنبش پاکستان
در میان سال‌های ۱۹۵۵ تا ۱۹۷۱ میلادی یکی از ایالت‌های پاکستان بود که در منطقهٔ بنگال در شمال خاوری شبه‌جزیره هند قرارداشت. این ایالت از خاک اصلی پاکستان جدا افتاده بود و برون‌بوم حساب می‌شد، در نهایت پاکستان شرقی در جریان جنگ آزادی‌بخش بنگلادش در سال ۱۹۷۱میلادی از پاکستان جدا شد و به صورت کشوری مستقل به نام بنگلادش درآمد.
این کشور در زمان تسلط بریتانیا به شبه قارهٔ هند تا سال ۱۹۴۷ به عنوان پاکستان خاوری شناخته می‌شد، در ۲۶ مارس ۱۹۷۱ این کشور بعد از سال‌ها جنگ‌های داخلی با نام کشور مستقل «بنگلادش» از پاکستان اعلام استقلال کرد.
با تجزیه هند بریتانیا در ۱۹۴۷، این ناحیه به دلیل مسلمان بودن اکثریت جمعیت به ایالت شرقی پاکستان مستقل تبدیل شد. پاکستان شرقی به خاطر فاصله ۱۶۰۰ کیلومتری از ایالت غربی اردوزبان و از نظر سیاسی حکمفرما، خود را قربانی بی عدالتی اقتصادی و قومی یافت. در ۱۹۷۱ این انزجار باعث بروز جنگ داخلی شد و کمک هند به نیروهای نامنظم بنگالی منجر به ایجاد جمهوری خلق بنگلادش (بنگال آزاد) مستقلی تحت رهبری شیخ مجیب‌الرحمن شد.

## دوره پاکستان

### جنگ آزادی‌بخش بنگلادش

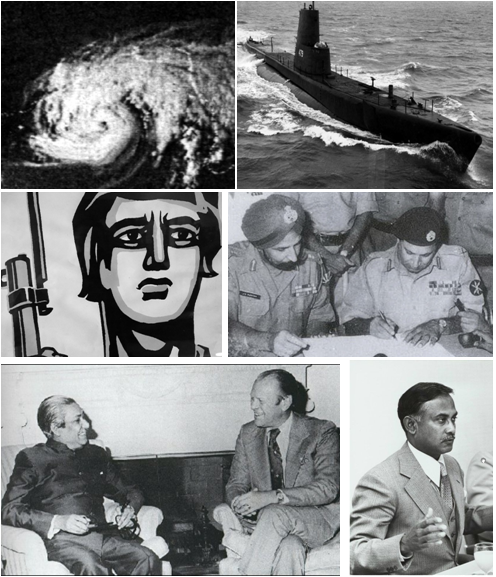
مونتاژ تصویرهای مرتبط با بنگلادش در دهه ۱۹۷۰

نام یک رویارویی مسلحانه میان پاکستان غربی (پاکستان امروزی) و پاکستان شرقی (بنگلادش امروزی) بود. این جنگ به تأسیس کشور بنگلادش انجامید.
جنگ آزادی‌بخش بنگلادش در ۲۶ مارس ۱۹۷۱ آغاز شد. در آن تاریخ، نیروهای پاکستان باختری به شهروندان بنگالی که خواستار استقلال بودند حمله‌ور شدند.
اعضاء هنگ بنگال خاوری، تفنگ‌داران پاکستان خاوری، شهربانی پاکستان خاوری و دیگر نیروهای نظامی و شبه نظامی بنگالی به همراه شهروندان مسلح دست به شورش زدند و گروهی چریکی برای مبارزه با پاکستان باختری تشکیل دادند. این گروه، ارتش آزادی‌بخش بنگلادش (موکتی باهینی) نام گرفت.
طی ماه‌های متعاقب، هندوستان از نظر اقتصادی، نظامی و دیپلماتیک به یاری ارتش آزادی‌بخش بنگلادش شتافت.
پاکستان در ۳ دسامبر ۱۹۷۱ به یک حمله پیشگیرانه به مرزهای غربی هند دست زد و این آغاز جنگ ۱۹۷۱ هند و پاکستان بود.
سرانجام در ۱۶ دسامبر ۱۹۷۱ نیروهای پاکستان (غربی) مستقر در شرق، از ارتش هند و ارتش آزادی‌بخش بنگلادش شکست خوردند و بعد از این شکست، بزرگ‌ترین تسلیم اسرا پس از جنگ جهانی دوم رخ داد.

## دوران جدید

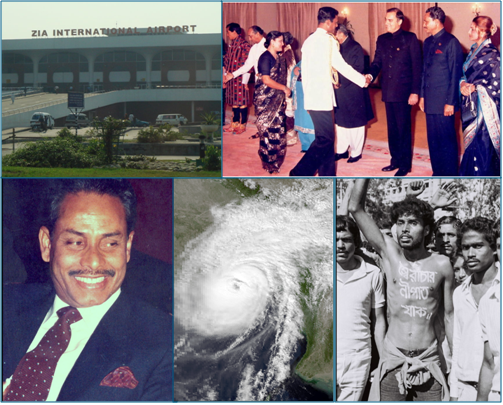
مونتاژ تصویرهای مرتبط با بنگلادش در دهه ۱۹۸۰

در ۱۸۷۵م هنگامی که ایالت آسام به وجود آمد، بخش‌های کاچار و سیلهت در دره سورما از بنگال جدا شد و به ایالت جدید واگذار گردید. در ۱۹۰۵م ایالت بنگال شرقی و آسام از ترکیب پانزده بخش از بنگال، ایالت آسام و ایالتهای کوچ بیهار، تریپورا و منپور تشکیل شد و داکا، مقر دولت، ایالت جدید شد.

ترور این شیخ در ۱۹۷۵ در نهایت منجر به قدرت رسیدن ژنرال ضیاءالرحمان شد و وی با انجام اصلاحاتی در قانون اساسی، کشوری اسلامی به وجود آورد. این ژنرال نیز خود در ۱۹۸۱ ترور شد و ژنرال ارشاد در ۱۹۸۲ به قدرت رسید. در ۱۹۸۶ حکومت نظامی ملغی گشت و با اصلاحاتی در قانون اساسی دولتی غیرنظامی زمام امور را به دست گرفت. به دنبال مدتی اغتشاش، ارشاد خلع و متهم به فساد شد. در مارس ۱۹۹۱، حزب ملی بنگلادش به رهبری بیوه ضیاء الرحمن، برنده انتخابات چندحزبی گردید. از آن زمان نظام حکومتی بنگلادش از محور رئیس‌جمهور به محور پارلمان تغییر یافته‌است.

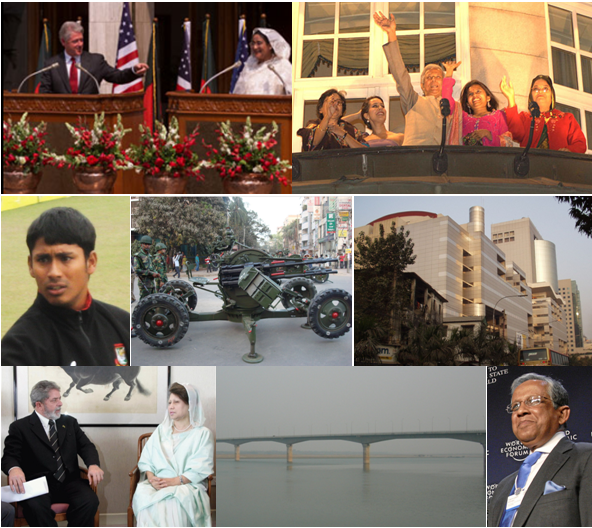
مونتاژ تصویرهای مرتبط با بنگلادش در دهه ۲۰۰۰

دولت «شیخ حسینه»، نخست‌وزیر این کشور، اعلام کرده که انتخابات پارلمانی سال ۲۰۱۴ میلادی زیر نظر دولت کنونی برگزار خواهد شد.
ظل رحمان در ۱۱ فوریه سال ۲۰۰۹، که به عنوان دومین مقام ارشد حزب عوامی لیگ به‌شمار می‌رفت رئیس‌جمهور بنگلادش پس از ایجادالدین احمد شد.
پست ریاست جمهوری در بنگلادش از سال ۱۹۹۱ که این کشور به نظام پارلمانی روی آورد، عمدتاً تشریفاتی بوده‌است ولی رئیس‌جمهور در دوره انتقال قدرت، اختیارات زیادی دارد.

### شورش تفنگداران

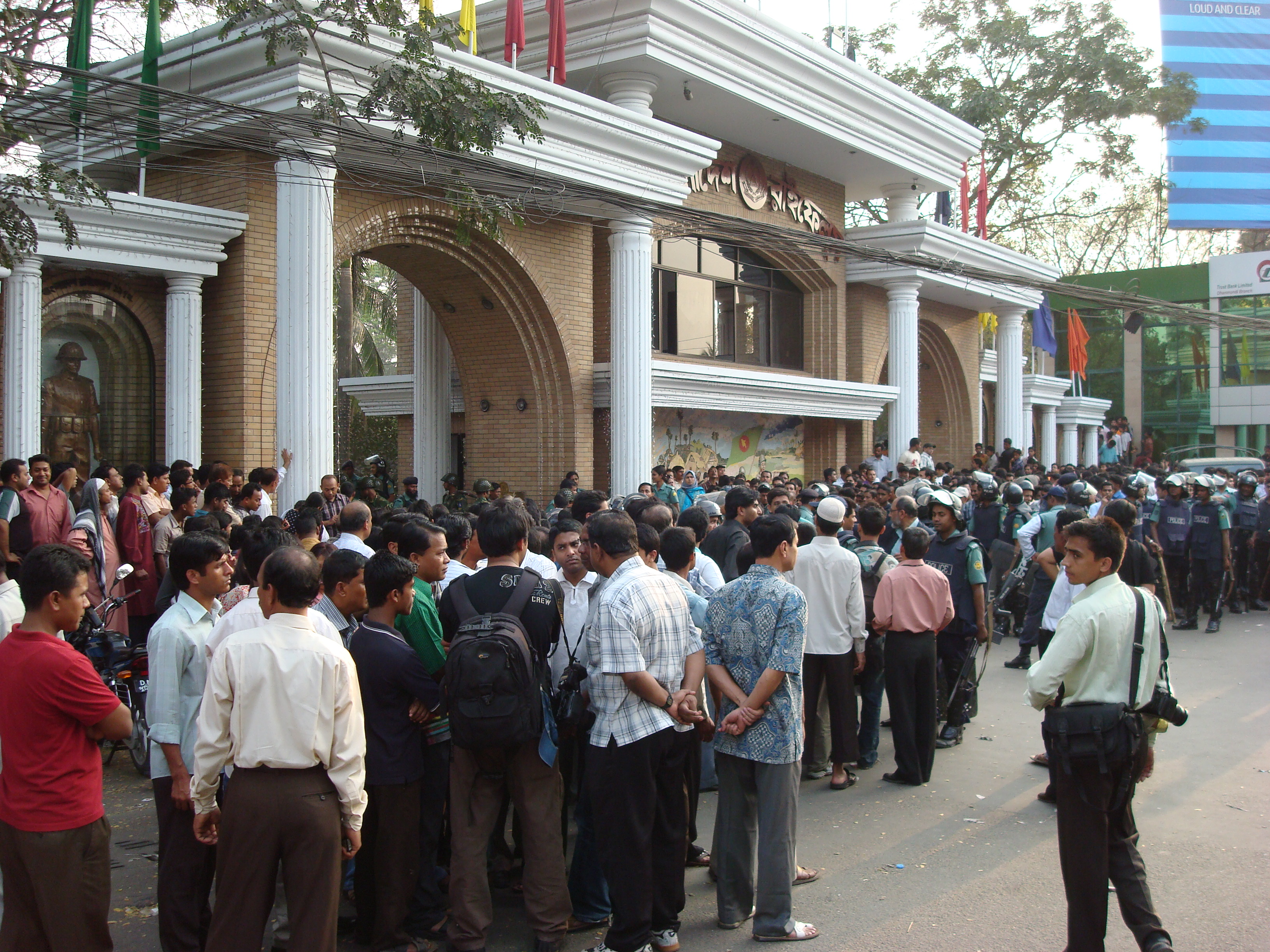
رسانه‌گران، نیروهای مسلح و مردم عادی در حال انتظار در برابر درب ورودی ساختمان تفنگداران بنگلادش، بعد از ظهر ۲۷ فوریه ۲۰۰۹.

از تاریخ ۲۵ تا ۲۶ فوریه سال ۲۰۰۹ میلادی در داکا پایتخت بنگلادش شورشی از سوی گروه تفنگداران بنگلادش رخ داد.
این گروه یک گروه شبه نظامی است که بیشتر به مرزبانی کشور بنگلادش می‌پردازد. این شورش به نارضایتی مرزبانان از شرایط حقوق و پیشرفت‌های حرفه‌ای آنها مربوط می‌شد.
تفنگداران مرزی طی این روزها مقر اصلی واحدهای خود و یک مرکز خرید را در داکا اشغال کردند. در این حادثه دست‌کم یک تن کشته و ۹ تن زخمی شده‌اند. علت این قیام، اختلاف بر سر اضافه حقوق گزارش شده‌است. صدها سرباز، ساختمان‌های اشغال‌شده توسط شورشیان را محاصره کرده‌اند. در این میان، یک هیئت نمایندگی از سوی پلیس‌های شورشی، با شیخ حسینه، نخست‌وزیر بنگلادش دیدار کرد، تا خواسته‌های خود را مطرح سازد.

### حمله داکا
در تاریخ ۱ ژوئیه ۲۰۱۶ میلادی، هفت فرد شبه‌نظامی بر یک نانوایی در محلهٔ گلشن در داکا پایتخت بنگلادش آتش گشودند. هم‌چنین آن‌ها تعدادی بمب پرتاب کردند، افرادی را به گروگان گرفتند و در تیراندازی با نیروهای پلیس، چند افسر پلیس را کشتند.
۲۸ نفر شامل ۱۷ خارجی، ۲ پلیس و ۶ فرد مسلح کشته شدند. یکی از مهاجمان دستگیر شد و ۱۳ گروگان توسط نیروهای مسلح بنگلادش آزاد شدند. به گفته بازرس کل پلیس داکا همه مهاجمان شهروند بنگلادش بودند.